# Linha da Beira Alta

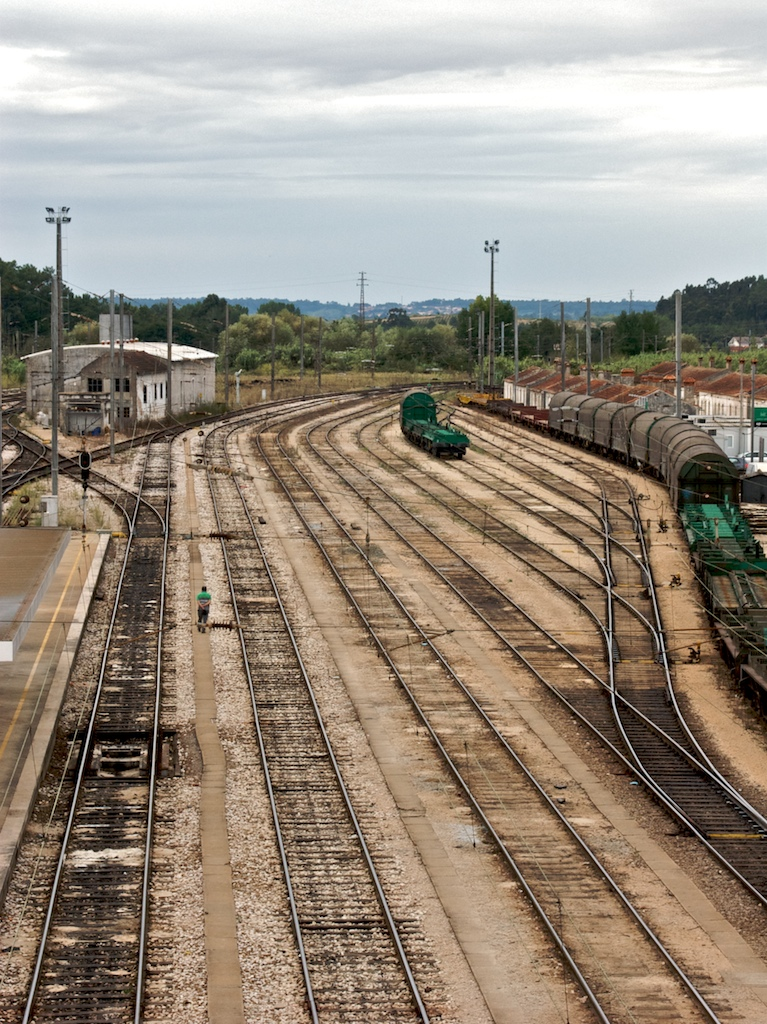
Estação de Pampilhosa. A Linha da Beira Alta segue pelas vias ao fundo à direita.

A Linha da Beira Alta é uma linha ferroviária internacional que liga o entroncamento ferroviário da Pampilhosa (Linha do Norte), perto de Coimbra, à fronteira com Espanha, em Vilar Formoso, com percurso paralelo ao eixo do rio Mondego. É uma linha electrificada de Bitola ibérica (1,668 m), sendo composta principalmente por via única, num comprimento total de cerca de 202 km. Afirma-se como o principal acesso por caminho de ferro entre Portugal e o resto da Europa, sendo por isso considerado como um eixo ferroviário de grande importância. Foi construída pela Companhia dos Caminhos de Ferro Portugueses da Beira Alta para abrir uma nova ligação internacional, mais próxima de Coimbra, e unir a rede ferroviária ao importante Porto da Figueira da Foz. Foi inaugurada em 3 de Agosto de 1882. Sofreu importantes obras de beneficiação nas décadas de 1980 e 1990, tendo sido modernizadas as instalações de sinalização e comunicação, e electrificada e renovada a via em toda a sua extensão.

## Descrição

### Características físicas
A Linha da Beira Alta compreende-se entre as Estações de Pampilhosa e Vilar Formoso, com uma extensão de aproximadamente 202 km. Utiliza principalmente via única, com alguns troços duplicados. Conta com doze túneis, que no seu total atingem um comprimento de cerca de 3300 m. Inicialmente, incluía também o Ramal da Figueira da Foz, atingindo então um comprimento de 252,522 km.
A Linha está electrificada, utilizando um sistema de alimentação 2x25 kV ~ 50 Hz com a catenária e o feeder nos mesmos suportes, formando uma linha bifásica e 50 kV. A energia eléctrica é fornecida por linhas de 220 kV a três subestações de tracção eléctrica, construídas em Mortágua, Gouveia e Sobral da Serra. Foram construídos três postos de catenária, em Pampilhosa, Oliveirinha e Vila Franca das Naves, e 14 autotransformadores de 50/25 kV.
Conta com um Sistema de Sinalização Automática e Equipamentos Complementares de Apoio à Exploração, que inclui a automatização de passagens de nível, a sinalização das estações, e o comando centralizado de circulação com telecomando e telecontrolo, graficagem automática das circulações, seguimento automático das composições, o CONVEL — Controlo Automático de Velocidade, e um programador de itinerários. Para as comunicações, a Linha da Beira Alta utiliza o Sistema Integrado de Telecomunicações e Telecomando de Circulação, que engloba a Rede Telefax, o Sistema Rádio Solo-Comboio, a Rede Geral de Telefonia, as Redes de Exploração (compostas pela Regulação de Circulação, Rede de Bateria Local, Rede de Comunicações Locais, Rede das Passagens de Nível, Rede dos Sinais Absolutos, Regulação de Energia, Telefones de estação, Redes Locais de Rádio e Supervisão Técnica), a Rede de Transmissão de Dados, e os Sistemas de Informação ao Público (formado pela Sonorização e Sincronismo Horário).
Sendo a principal ligação ferroviária entre Portugal e o estrangeiro, a Linha da Beira Alta foi considerada como um eixo de interesse ibérico pela Comissão Técnica Luso — Espanhola, estando integrada igualmente no Esquema Director das Redes Transeuropeias de Transporte da União Europeia, e no Eixo E 05 da Comissão Económica das Nações Unidas para a Europa.
Está dividida em 17 secções de linha, divididas por 18 estações.
Devido ao acidentado relevo que atravessa, esta linha possui um traçado bastante sinuoso, com muitas curvas de raio reduzido, e extensas rampas com declives da ordem dos 14 a 17 por mil.

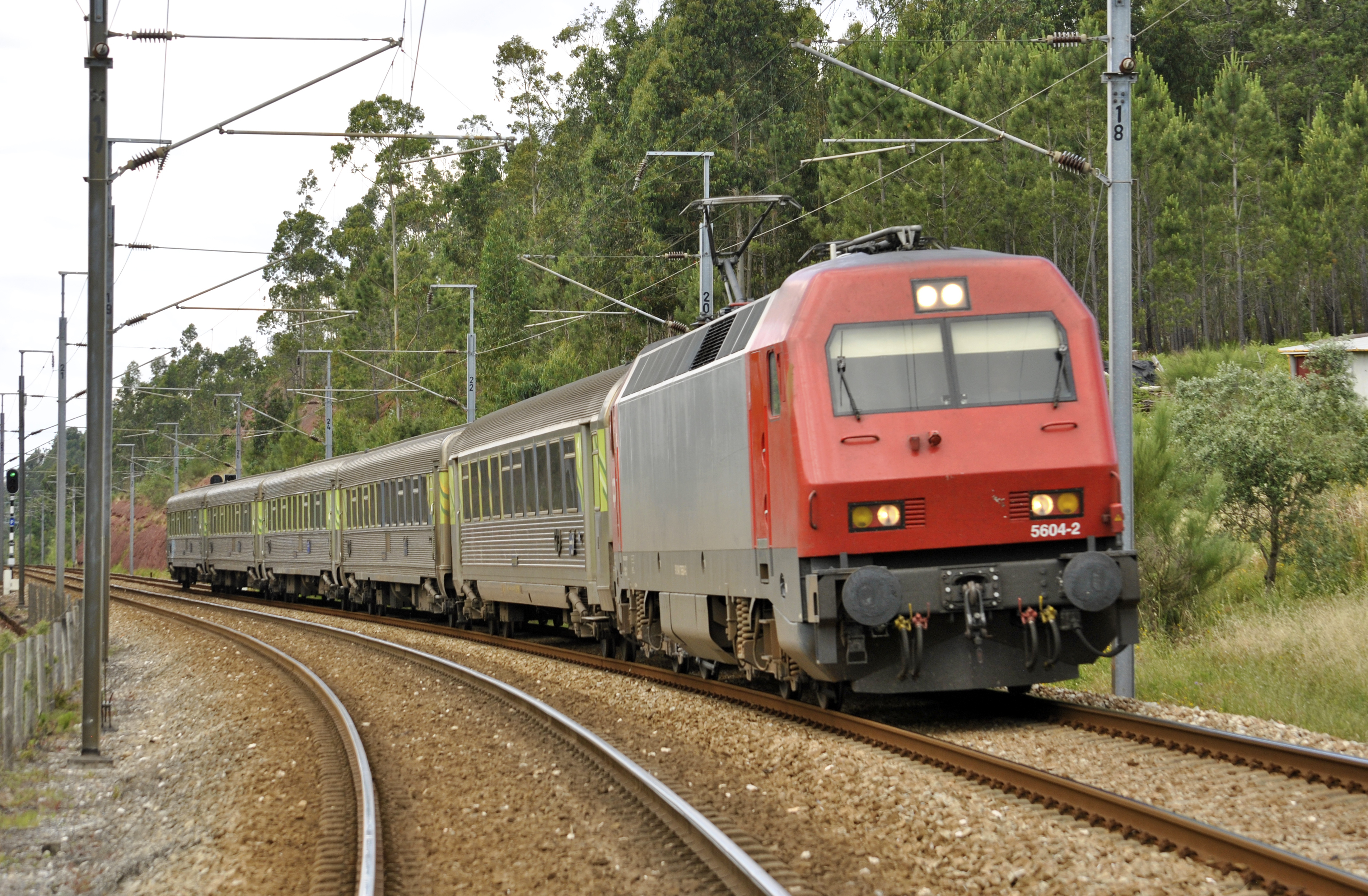
Comboio Intercidades na Linha da Beira Alta, rebocado pela locomotiva 5604.

### Tráfego
Em 1996, a Linha da Beira Alta era diariamente utilizada por cerca de trinta comboios de passageiros e mercadorias, alcançando normalmente o limiar da saturação devido ao aumento sazonal da procura.
Em 2018, no que diz respeito ao serviço de passageiros, é utilizada pelos comboios regionais entre Coimbra e Guarda, e entre Guarda e Vilar Formoso, pelos Intercidades entre Lisboa-Santa Apolónia e Guarda e pelo comboio internacional Sud-Expresso/Lusitânia, operado em parceria entre a CP e a RENFE, que liga Lisboa-Santa Apolónia a Irún/Hendaye e Madrid-Chamartín.(Nota: Serviços Internacionais, Sud-Expresso/Lusitânia fora de serviço desde maio de 2020).

### Material circulante
Entre o material a vapor utilizado nesta linha, destacam-se as três locomotivas que foram fornecidas pela Henschel & Sohn em 1931, e que posteriormente foram integradas na CP como a Série 801 a 803. Em termos de material a gasóleo, circularam as locomotivas das Séries 1500 e Série 1800, tendo estas últimas conduzido o Sud Expresso durante um curto espaço de tempo. Outra série que passou pela Linha da Beira Alta foram as locomotivas 1960, onde faziam todo o tipo de comboios, incluindo os Intercidades e Sud Expresso. Entre o material eléctrico, destacam-se as locomotivas da Série 5600 da CP.

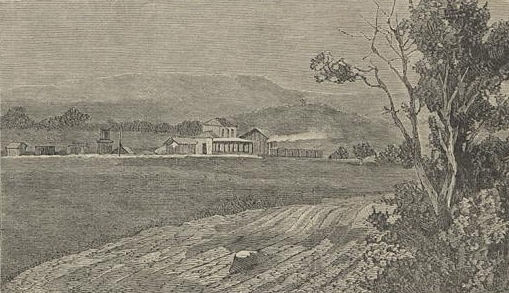
Estação de Celorico da Beira, nos primeiros anos.

## História

### Planeamento

#### Primeiros planos
Já nos primórdios dos caminhos de ferro em Portugal se pensou em levar o comboio até à região da Beira Alta, tendo os primeiros planos para a linha de Lisboa ao Porto, na década de 1850, incluído um ramal para a Beira Alta, que partiria no lanço a Norte de Coimbra. Em 1859, o engenheiro Francisco Maria de Sousa Brandão procedeu ao reconhecimento do terreno entre Coimbra e a fronteira com Espanha, de forma a estudar as condições para a abertura da futura Linha da Beira Alta, que devia ligar a Paris, passando por Valladolid. O percurso de Sousa Brandão fazia a linha sair da Estação de Coimbra-B em reversão, e passar por Miranda do Corvo.
Em 10 de Abril de 1864, a Companhia Real dos Caminhos de Ferro Portugueses inaugurou o lanço entre Taveiro e Estarreja da Linha do Norte, no qual se situam as estações de Pampilhosa e Coimbra-B. Foram estudados vários percursos para a primeira parte da Linha, até Santa Comba Dão, que foi estabelecido como um local de passagem obrigatória; o lanço principal foi proposto pelo engenheiro Boaventura José Vieira, que fazia a fazia a via férrea sair da Estação Ferroviária de Coimbra-B, seguindo depois pelo Vale de Coselhas até atingir o Rio Mondego. Depois acompanharia o rio ao longo da sua margem direita, passando por Penacova, até atingir a foz do Rio Dão, onde passaria para a margem esquerda, continuando até ao local onde seria construída a Estação de Santa Comba Dão. Considerava-se que a cidade de Coimbra devia ser o ponto inicial da Linha, devido à sua condição como capital da região da Beira Alta, e por motivos militares. Do ponto de vista técnico, este traçado faria de Coimbra o centro de uma malha ferroviária baseada no vale do Rio Mondego, e que estabeleceria uma ligação directa por via férrea ao Porto da Figueira da Foz.

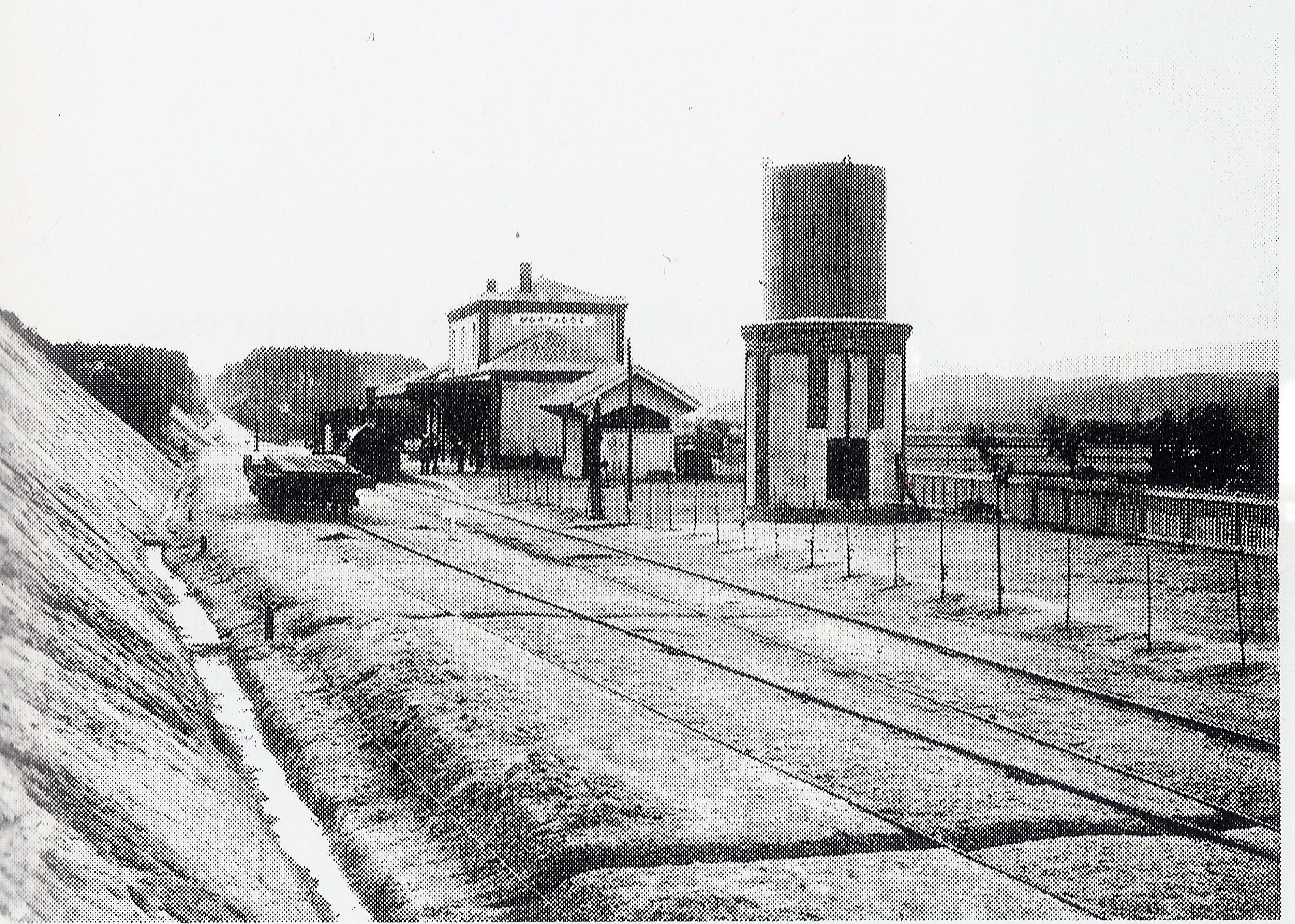
Fotografia antiga da Estação de Mortágua.

#### Novo percurso
No entanto, os habitantes de Coimbra protestaram contra o início da Linha da Beira Alta naquela cidade, motivo pelo qual o ponto de entroncamento foi posteriormente modificado para a Pampilhosa. No entanto, esta modificação criou graves defeitos na organização da rede ferroviária, dificultando a gestão dos caminhos de ferro no âmbito da defesa militar do país, e gerando problemas económicos a nível nacional, e em Coimbra em particular. Com efeito, pensa-se que, caso a cidade tivesse sido ligada directamente à região da Beira Alta pelo caminho de ferro, podia-se ter afirmado como um importante centro industrial e comercial na região centro do país, em ligação com o Porto da Figueira da Foz. Com o cruzamento das duas linhas na Pampilhosa, tornou-se necessário fazer ali o transbordo do tráfego entre Coimbra e a região da Beira Alta, processo que complicou e encareceu o movimento de passageiros e mercadorias; por outro lado, o aumento do tráfego trouxe um grande desenvolvimento à estação e à aldeia da Pampilhosa, tendo-se formado aqui um importante polo ferroviário e industrial.
Caso a linha se tivesse iniciado em Coimbra, a ligação à Figueira da Foz teria sido assegurada por uma só linha ao longo da margem direita do Mondego, por uma região rica em produção agrícola, enquanto que em vez disso tiveram de se construir dois ramais, um a partir de Alfarelos, e outro a partir da Pampilhosa, percorrendo este último uma zona pobre, que pouco tráfego trouxe para o caminho de ferro.
Em compensação pela Linha da Beira Alta não se iniciar em Coimbra, foi construído um ramal desde a estação de Coimbra-B até uma gare no centro da cidade, que constituiu a primeira secção do Ramal da Lousã.
A construção da Linha da Beira Alta apresentava uma elevada importância, pois além de abrir uma nova ligação internacional, que encurtaria a distância entre Portugal e a França, iria servir uma região com uma forte densidade populacional, um grande número de indústrias, principalmente de fiação e tecelagem, e uma considerável produção agrícola, especialmente de gado e vinho. Com efeito, desde a sua abertura que se revelou como uns dos eixos mais importantes da rede ferroviária portuguesa, tanto do ponto de vista nacional como internacional.

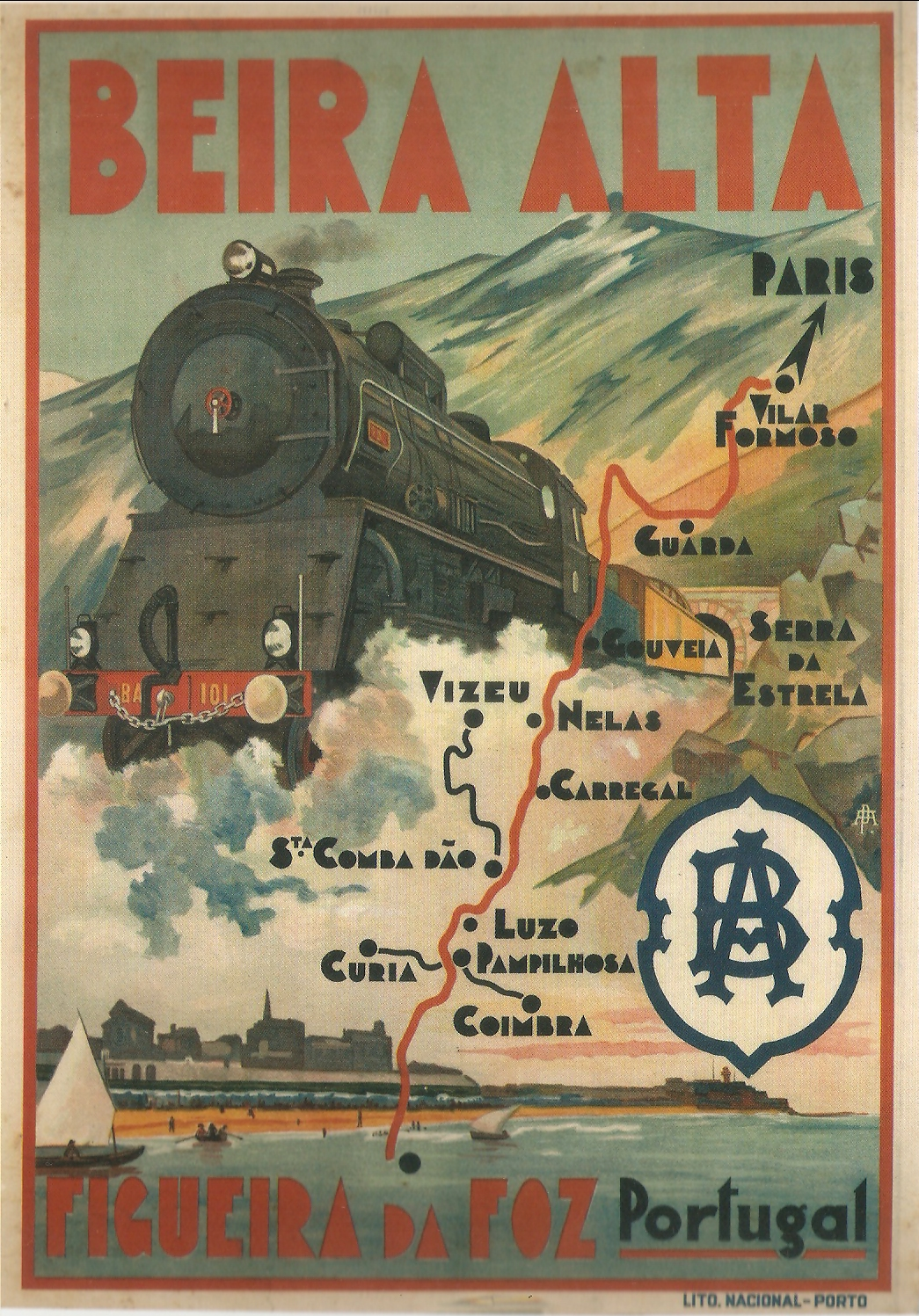
Cartaz promocional, 1936

Esta ligação foi discutida pela primeira vez numa proposta parlamentar em 1874, tendo sido modificada por comissões parlamentares no ano seguinte; a proposta foi ratificada por uma lei de 26 de Janeiro de 1876, que estabeleceu a cidade de Coimbra como ponto inicial da Linha. Foram abertos dois concursos, em 20 de Maio e 11 de Setembro do mesmo ano, mas só apareceu uma proposta, que foi recusada porque se considerava prejudicial aos interesses públicos; entretanto, em 25 de Maio foi aprovado um novo plano, que estabelecia a estação inicial na Pampilhosa. Devido ao insucesso dos concursos, em 8 de Janeiro de 1877 o governo entregou ao parlamento uma moção para realizar a construção desta linha, mas no debate que se seguiu, decidiu-se fazer um novo concurso, que foi aberto pela lei de 23 de Março de 1878. A abertura deste concurso inseriu-se numa fase de grande desenvolvimento do caminho de ferro, iniciada nesse ano pela pasta de Serpa Pimentel.

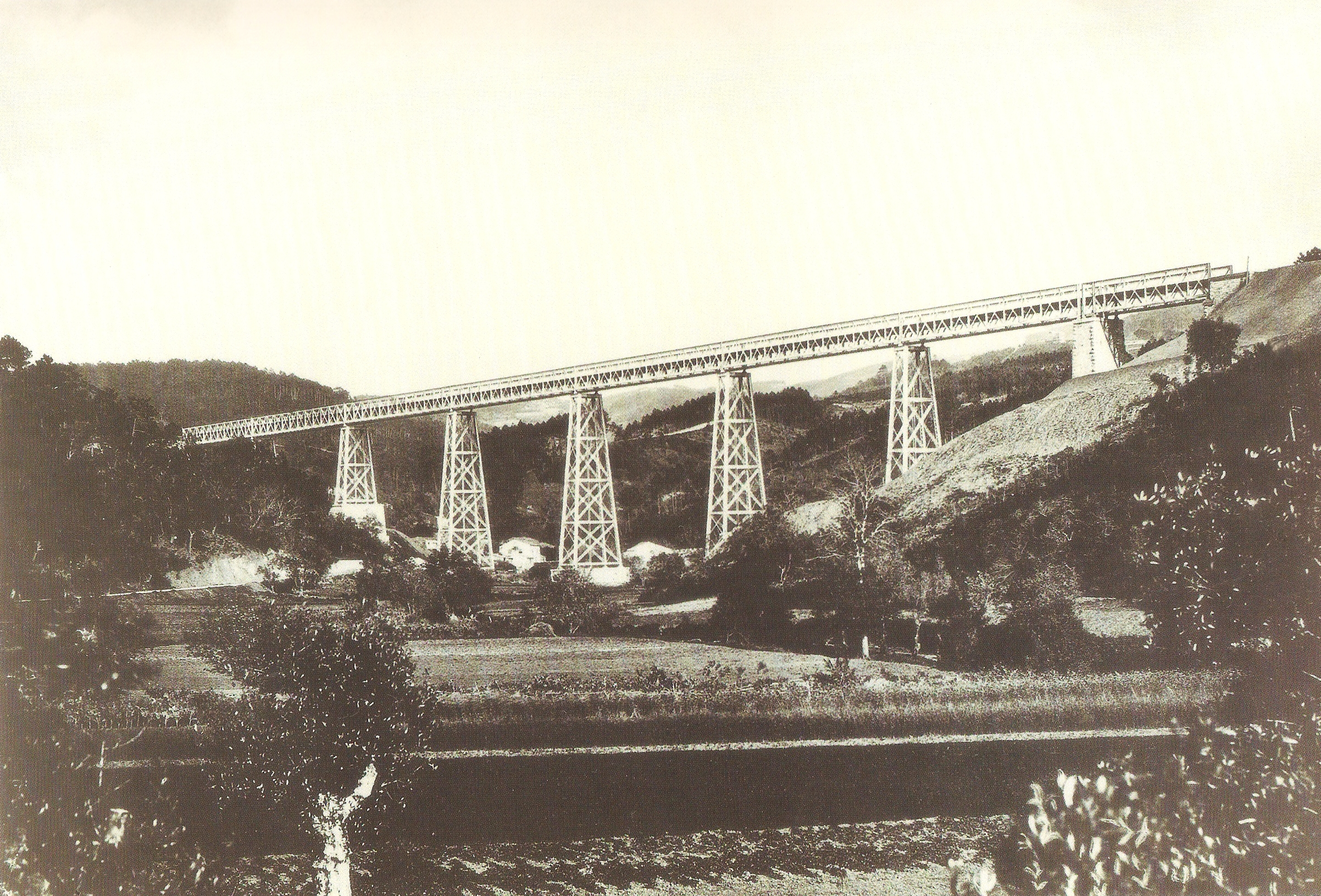
Viaduto das Várzeas, fotografado por Emílio Biel.

### Concessão e construção
No dia 3 de Agosto de 1878, foi lavrado o contrato com a Société Financière de Paris, que fundou a Companhia dos Caminhos de Ferro Portugueses da Beira Alta para construir e explorar o troço da Pampilhosa a Vilar Formoso. O estado concedeu um subsídio de 25.837.579 francos, que seria pago em três fases: a primeira seria quando estivessem concluídas todas as terraplanagens e obras de arte, a segunda após a via estar completamente assente, e a terceira quando se iniciasse a exploração. O contrato determinou que as obras deviam começar em 3 de Novembro desse ano, e a linha devia entrar ao serviço em 3 de Agosto de 1882. Porém, a companhia conseguiu iniciar os trabalhos ainda em Outubro de 1878. As obras decorreram com regularidade, tendo as terraplanagens sido inicialmente feitas à razão de 297.734 m³ por mês, e nos finais à razão de 308.923 m³ por mês. Desta forma, conseguiram-se executar todas as terraplanagens, num valor de 6.416.250 m³, antes do período previsto, apesar de terem sido abertas trincheiras em granito duro, e escavados onze túneis, que no seu total atingiram 2.778 m de extensão, dos quais 1.104 pertenciam ao Túnel de Salgueiral. Foram construídas várias pontes metálicas, como o Viaduto das Várzeas, cuja montagem foi contratada à casa Eiffel.
Entretanto, em 8 de Janeiro de 1879 foram publicados os estatutos da Linha da Beira Alta.

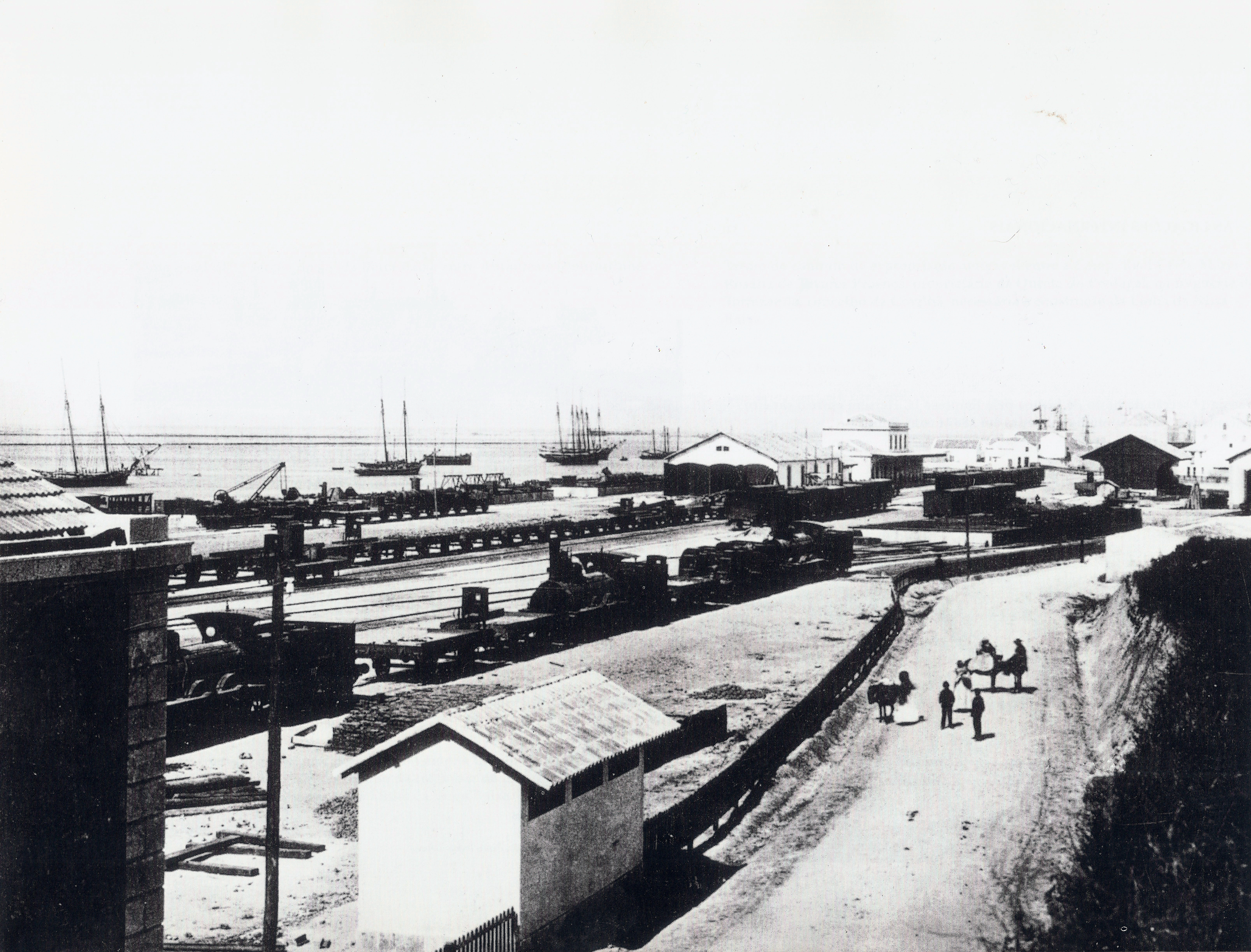
Estação de Figueira da Foz, fotografada por Emílio Biel.

### Ligação à Figueira da Foz
Desde o princípio que se procurou continuar a linha da Pampilhosa até à Figueira da Foz, que devido ao seu porto marítimo, se apresentava indispensável para o tráfego da Linha, que se previa ser bastante intenso. Assim, foi aberto o concurso para a ligação ferroviária até à Figueira da Foz, tendo o contrato provisório sido assinado com a Companhia da Beira Alta em 3 de Setembro desse ano, enquanto que o contrato definitivo foi assinado em 31 de Março de 1880

### Inauguração
Em 29 de Março de 1882, a Companhia da Beira Alta foi autorizada a transportar mercadorias em vagões completos, serviço que se iniciou em Maio desse ano. Em 1 de Julho foi iniciado provisoriamente o serviço de passageiros, no troço entre a Pampilhosa e Vilar Formoso. A linha foi completamente inaugurada, entre a Figueira da Foz e a fronteira, no dia 3 de Agosto do mesmo ano. A cerimónia de inauguração contou com a presença do rei D. Luís e da rainha D. Maria Pia, e dos príncipes D. Carlos e D. Afonso.
O custo total da linha, incluindo o troço até à Figueira da Foz, foi de aproximadamente £ 1 611 000, atingindo portanto um custo médio por km de £ 6 400.

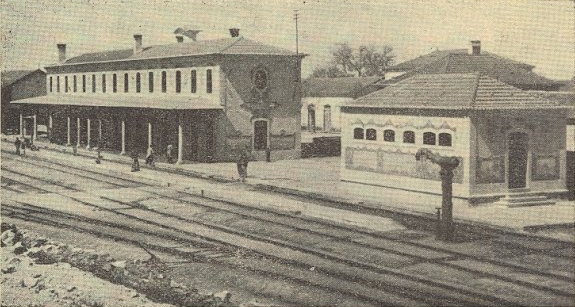
Fotografia antiga da Estação de Vilar Formoso.

### Ligação à rede espanhola
Apesar do seu carácter internacional, a Linha da Beira Alta não contava, à data da sua inauguração, com quaisquer ligações fronteiriças com Espanha; para construir as linhas ferroviárias internacionais que ligariam as estações de Barca d’Alva, na Linha do Douro, e Vilar Formoso à rede Espanhola em Salamanca, foi formado um consórcio em 1881, denominado de Sindicato Portuense, que integrou a banca e vários investidores. O objectivo para o troço a partir de Vilar Formoso era estabelecer um percurso mais curto para Hendaia, enquanto que o troço a partir de Barca de Alva serviria para canalizar o tráfego de Salamanca para a cidade do Porto e a sua doca em Leixões. Previa-se que o troço do Pocinho a Salamanca teria um grande movimento, motivo pelo qual as maiores casas bancárias do Porto investiram neste projecto. Em 12 de Outubro de 1882, foi assinado o contrato entre o governo português e o Sindicato Portuense, para a instalação das duas linhas férreas. Foram ambas construídas pela Compañia de Ferro-Carril Salamanca à la Fronteira de Portugal, tendo o troço entre Vilar Formoso e Medina del Campo sido inaugurado em 24 de Maio de 1886, estabelecendo a ligação fronteiriça.
Logo após a abertura do caminho de ferro internacional, a Linha da Beira Alta tornou-se o eixo favorito para as deslocações da família real ao estrangeiro, sendo, por exemplo, frequentemente utilizada pela rainha D. Maria Pia nas suas deslocações a Paris. Ainda nesse ano, a futura Rainha D. Amélia percorreu a Linha para vir de Paris a Lisboa, para o seu casamento com o Rei D. Carlos. Além disso, a ligação a Espanha veio fomentar o tráfego na Linha da Beira Alta, tendo as receitas da Companhia aumentado em 20%.
No entanto, em Março de 1887 os bancos do Sindicato informaram o governo que a linha de Barca de Alva estava a apresentar um défice muito elevado, o que provocou, apesar do apoio do estado, uma grave crise financeira na cidade do Porto em 1893, conhecida como Salamancada.

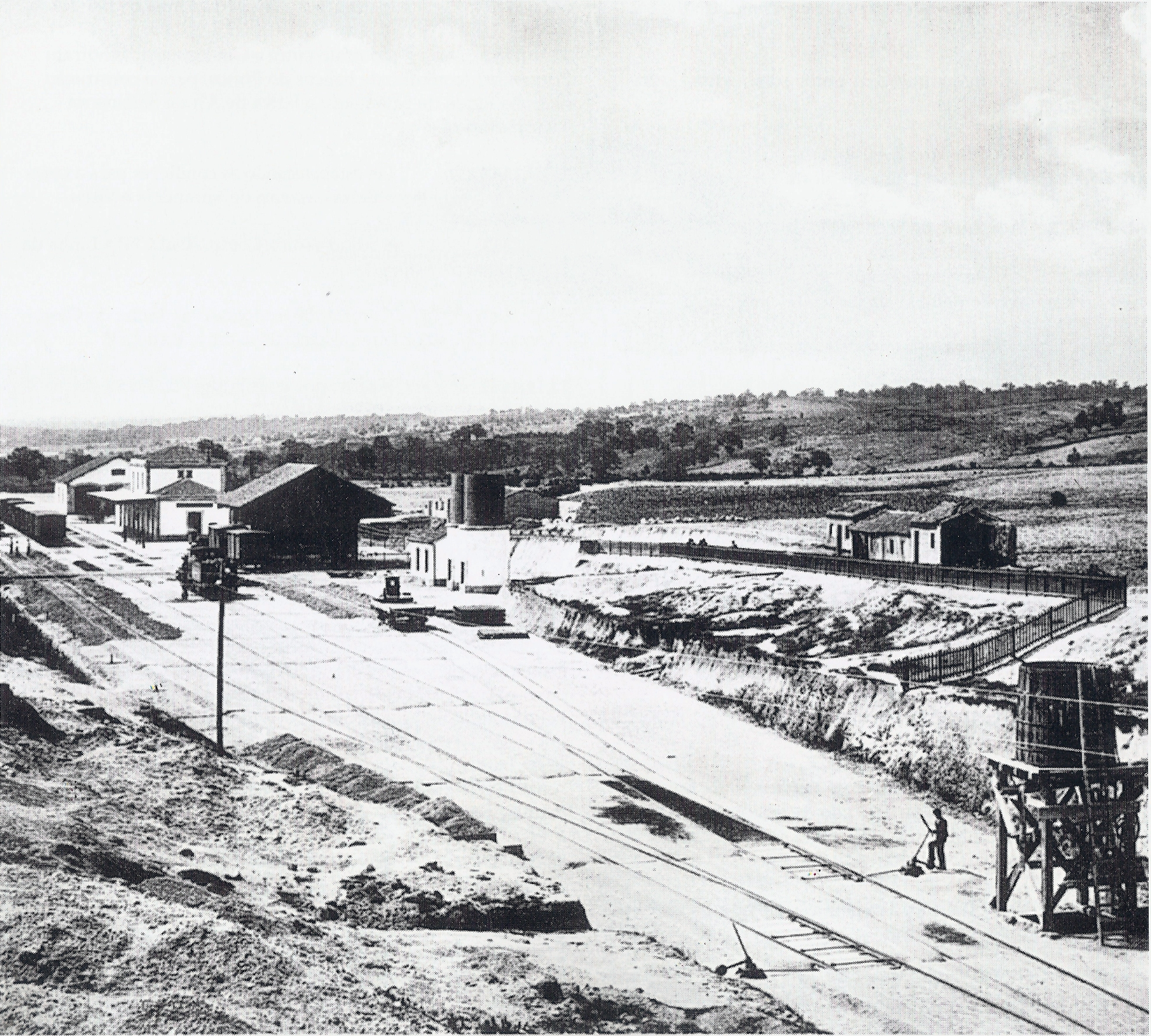
Estação de Guarda, nos primeiros anos.

### Década de 1890
Originalmente, a Linha da Beira Baixa, construída pela Companhia Real dos Caminhos de Ferro Portugueses, tinha como finalidade estabelecer uma nova ligação internacional, mas devido à construção da Linha da Beira Alta, o seu percurso foi alterado de forma a entroncar com esta. com efeito, durante a década de 1880 verificou-se um movimento que juntou a imprensa, a população e a Junta Geral do Distrito, em defesa da Guarda como ponto de junçãoo entre as duas linhas, alegando que isto traria um grande desenvolvimento para a cidade. Assim, durante o governo de Hintze Ribeiro, deu-se a abertura do concurso para a construção da linha, que devia ligar Abrantes à Guarda. Em 1893, entrou ao serviço a Linha da Beira Baixa. Porém, a ligação não foi de todo benéfica para a Linha da Beira Alta, uma vez que algum do seu movimento passou a ser feito pela nova linha.
O traçado da Linha da Beira Alta fez com que este caminho de ferro ficasse relativamente longe de Viseu, motivo pelo qual em 1890 foi inaugurada uma linha até aquela cidade, partindo de Estação de Santa Comba Dão. Em 1892, a Companhia da Beira Alta fez várias medidas preventivas contra a Cólera morbus, tendo ordenado uma profunda limpeza das estações e estabelecido várias regras para a higiene do seu pessoal.
Entre Julho de 1895 e 1900, o Sud Express foi realizado pela Linha da Beira Alta.

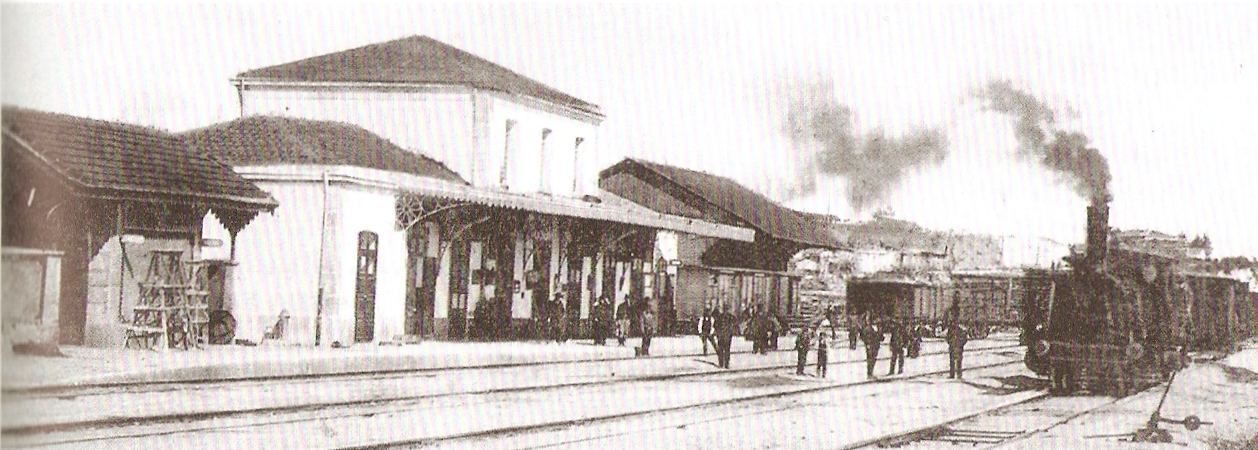
Estação da Guarda, em 1909

### Século XX

#### Décadas de 1900 e 1910
Em 1900, verificou-se um grande aumento o número de passageiros e bagagens transportadas ao longo da Linha da Beira Alta, devido à Exposição Universal de 1900, em Paris. Em 1901, verificou-se um ligeiro aumento no transporte de mercadorias no regime de grande velocidade, devido ao desenvolvimento do tráfego internacional de mercadorias, enquanto que na pequena velocidade não se registaram grandes alterações. Nesse ano, a Companhia da Beira Alta fez várias obras de expansão nas suas estações e na plena via, incluindo a instalação de novas vias e de sinalização, e a construção de edifícios para habitações e escritórios. Em 1 de Janeiro de 1902, começou a funcionar a Caixa de Reformas dos empregados da Linha da Beira Alta.
Um dos projectos classificados pelo Plano da Rede Complementar ao Norte do Mondego, promulgado por decreto de 15 de Fevereiro de 1900, foi uma linha do Pocinho a Vila Franca das Naves, em via larga. Com o Plano da Rede Complementar do centro do país, publicado em 1907, foram classificados os projectos de via estreita do Entroncamento a Gouveia, Santa Ovaia a Covilhã, Arganil a Santa Comba Dão, e de Mangualde a Gouveia.
Em 1905, a Companhia da Beira Alta enviou uma representação ao Ministro das Obras Públicas, para chamar a atenção para a falta de estradas de acesso às gares na sua Linha, e que estava a condicionar o desenvolvimento das actividades agrícolas, comerciais e industriais. Este melhoramento já vinha sendo pedido pela Companhia desde 1884.
Nos inícios de 1910, a Linha da Beira Alta foi percorrida pela rainha D. Amélia, com destino a Biarritz, e pelo Rei D. Manuel II em Maio desse ano, para assistir ao funeral do rei Eduardo VII. Em 1912, deu-se uma onda de greves dos ferroviários, que também atingiram a Linha da Beira Alta.
Em Dezembro de 1914, estava a decorrer a renovação do troço entre Nelas e Estação de Mangualde, utilizando carris com 12 m e 40 kg/m, do mesmo tipo que já tinha sido empregues no troço de Pampilhosa a Nelas; também estava a ser feita a britagem da linha. Nessa altura, a Companhia da Beira Alta tinha em construção duas novas carruagens de terceira classe, que se previa entrar ao serviço no ano seguinte. Também em 1914, o governo francês apoderou-se dos automóveis que a Companhia tinha enviado ao fabricante para a modificação dos motores.
Em 1917, a Linha da Beira Alta foi um dos corredores ferroviários em território nacional que viram a sua circulação muito reduzida, devido à escassez de carvão, provocada pela Primeira Guerra Mundial. Em 3 de Junho de 1918, deu-se uma greve nacional dos funcionários dos caminhos de ferro, na qual também participaram os empregados da Companhia da Beira Alta. Em 2 de Julho de 1919, entraram em greve os empregados da CP, Companhia da Beira Alta e Companhia Nacional, para reclamar aumentos salariais, e a adopção de um esquema de caixas únicas ou a uniformização do sistema de reformas, pensões e socorros.

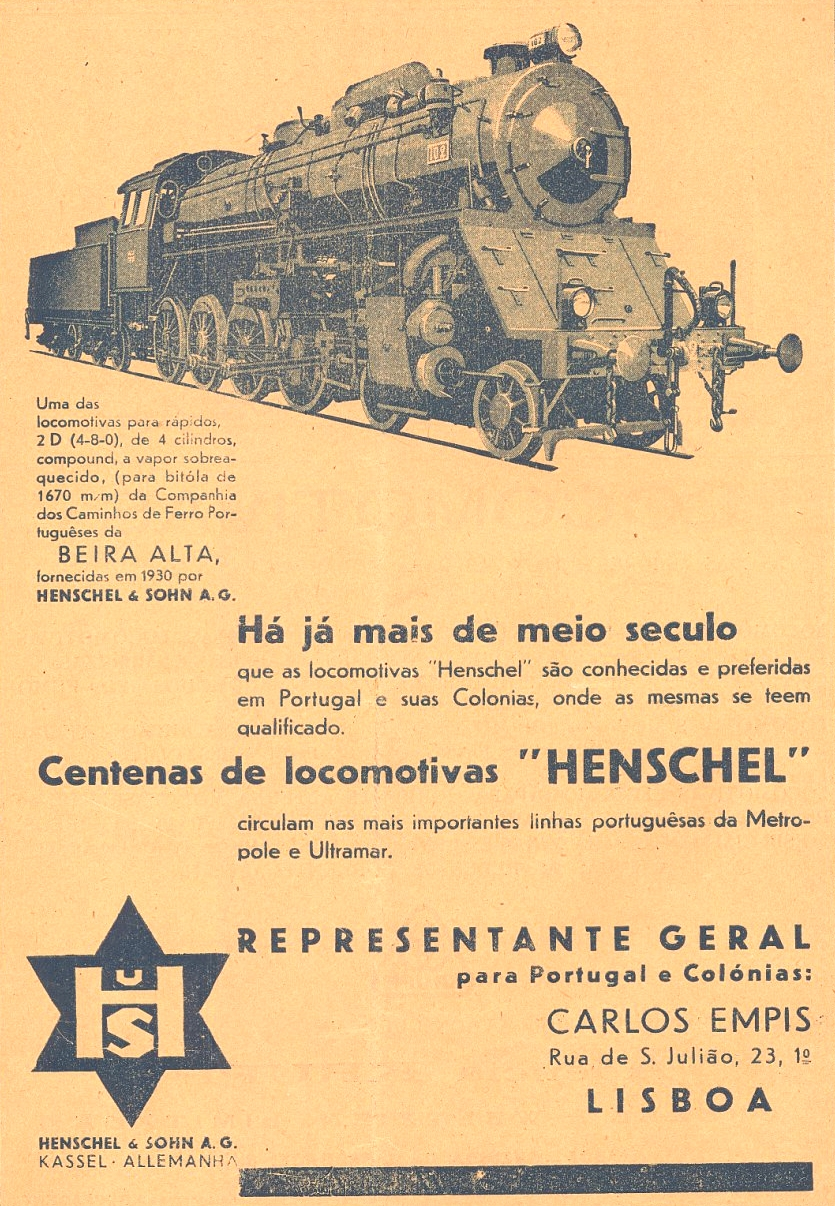
Anúncio da Henschel & Sohn, mostrando a locomotiva 102 da Companhia da Beira Alta.

#### Décadas de 1920 e 1930
Na década de 1920, verificou-se que as pontes metálicas da Linha da Beira Alta se encontravam em mau estado, obrigado a grandes restrições de carga, que prejudicavam a exploração da linha. Com efeito, em 2 de Junho de 1926, o director geral da Companhia da Beira Alta informou a Comissão Executiva que as pontes não conseguiam sustentar a passagem das locomotivas da Companhia dos Caminhos de Ferro Portugueses, devido ao seu peso.
Com a formação da Junta Autónoma das Estradas, desenvolveu-se a construção de vias rodoviários às estações na Linha da Beira Alta, embora nos inícios da década de 1930 ainda existissem deficiências nos acessos às estações.
Devido à crescente concorrência do transporte rodoviário e à crise económica, houve uma quebra de receitas nos princípios da década de 1930, mas a Companhia da Beira Alta, que era uma das mais importantes em termos de caminhos de ferro no país, ainda se encontrava numa situação relativamente desafogada; com efeito, conseguiu realizar uma série de intervenções que melhoraram as condições do serviço, como a construção e ampliação de estações, aquisição de novas locomotivas, fabrico de carruagens nas suas oficinas, e reforço da via férrea, unificação dos vagões de mercadorias e remodelação e expansão das oficinas. Foram remodelados cerca de 165 km de via férrea, correspondentes a 63,48% da rede, através da introdução de mais travessas e de balastro de pedra, e da substituição dos carris originais, de 8 m e peso de 30 kg/m, por outros de 12 m e 40 kg/m Em 1932, fez-se a revista de 132.732 m de linha, e na plena via foram concluídas as obras do reforço de travessas, com a execução de 49.711 m, e de reforço da pregação, com a execução de 18.300 m. Também foram instaladas 10.000 cunhas Barberot para a fixação das curvas. O balastro foi reforçado com areia numa extensão de 13.606 m, reforçado com pedra em 15.201 m, e substituído em 155 m. Foram feitos desmontes em trincheiras no volume de 972 m³, e foram construídos muros de suporte e de revestimento nos taludes das trincheiras no volume de 331.10 m². Também foram remodeladas e ampliadas várias estações e apeadeiros, e feitas obras nos túneis e pontes. Estas intervenções foram feitas por volição própria da Companhia, uma vez que o contrato apenas estipulava a manutenção da via férrea; no entanto, devido à crise que atravessava, não tinha condições económicas para continuar a renovação da sua rede, pelo que teve de pedir apoio ao governo. A companhia também pediu crédito a estado para financiar a construção de carruagens nas suas oficinas na Figueira da Foz.
Em Agosto de 1932, realizou-se uma cerimónia de comemoração do cinquentenário da Linha da Beira Alta, na Figueira da Foz.
Em 1933, a Companhia substituiu 384 carris de 30 kg/m em plena via, e 617 carris de 30 kg/m em plena via e nas linhas de resguardo, fez uma revista em cerca de 120 km de via, e foram colocadas outras 10.000 cunhas Barberot nas curvas. O balastro sofreu obras de reforço com areia em 13.423 m de via, e com pedra em 12,248 m, e foi substituída a areia fatigada por pedra numa extensão de 231 m. Também foi construída uma casa de passagem de nível ao Pk 226,400, e continuaram as obras de reparação e expansão em várias estações e apeadeiros, e as intervenções nas pontes e túneis. Executou-se a desmontagem de trincheiras de rocha no volume de 3882 m³, e de terra no volume de 1528 m³, e foram instalados muros de suporte e revestimento nas trincheiras, no volume de 342,979 m³.
Em 1934, foi feita a revista de mais 126.500 m de via, e prosseguiram as obras de remodelação e manutenção nas gares, pontes e túneis. Foram instalados 115 carris de 40 kg/m e 124 de 30 kg/m, e 22.858 travessas normais de eucalipto, 1534 normais de pinho creosotado, 3759 rectangulares de eucalipto e 37 rectangulares de pinho creosotado. Também empregues mais 36.725 tirefonds e 8000 cunhas barberot de 40 kg/m, e 2000 de 30 kg/m. O balastro foi reforçado com areia na extensão de 10.493 m, e com pedra em 11.522 m, e foi substituído por areia em 71 m, e por pedra em 1472 m. Também fez obras de reparação nas casas de guarda, e várias intervenções nas trincheiras, com a construção de muros de suporte. Em termos de material circulante, reparou catorze locomotivas e instalou iluminação eléctrica noutras cinco, reparou 6 carruagens, três furgões e 45 vagões, e concluiu a construção de quatro carruagens de terceira classe.
Em 1935, continuou a queda nas receitas, motivada pela continuada concorrência da camionagem, e por quebras na exportação de madeiras e no transporte de outros produtos agrícolas, devido à reduzida produção agrícola. Apesar disso, a companhia continuou a investir em grandes obras, tal como a substituição das pontes metálicas, a construção de carruagens, e a abertura de acessos rodoviários às estações. Em 22 de Julho de 1936, foi substituído o tabuleiro da Ponte de Mortágua. Nesse ano, a companhia também fez grandes intervenções noutras pontes e em vários túneis e outras infraestruturas de via, fez obras de reparação e expansão em várias estações, e construiu quatro carruagens e um vagão.
Em 1936, iniciou-se a Guerra Civil Espanhola, que desde os primeiros tempos atingiu gravemente os caminhos de ferro, provocando grandes interrupções na circulação dos comboios, incluindo na linha até Fuentes de Oñoro. Em 22 de Abril de 1937, a Companhia da Beira Alta suspendeu todo o tráfego internacional, uma vez que as condições de trânsito na área em que operava tinham sido afectadas pelo conflito.

##### Plano de 1930

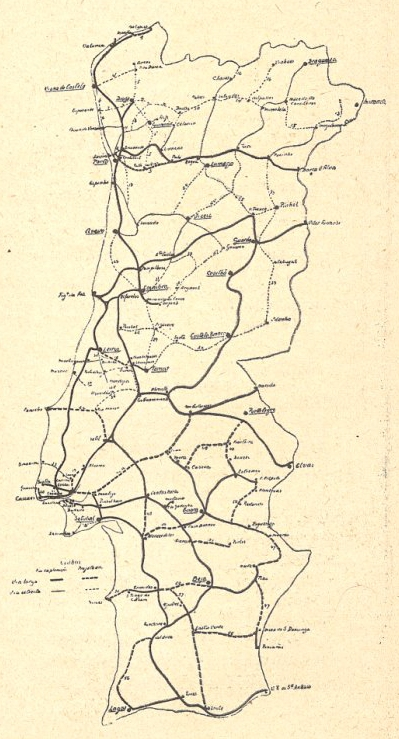
Plano da Rede de 1930. Entre os projectos de via estreita, estão o do Pocinho a Idanha via Guarda, de Viseu à Lousã via Mangualde, e de Portela a S. C. Dão via Penacova.

Em 1927, foi criada uma comissão técnica para estudar os projectos relativos ao futuro Plano da Rede. Esta comissão voltou a propôr o projecto de 1900 para a linha do Pocinho a Vila Franca das Naves em via larga; contudo, no Plano final a Linha do Côa surgiu como via estreita, e terminando em Idanha-a-Nova via Pinhel e Guarda.
As autoridades militares, igualmente consultadas durante a fase de estudo, opuseram-se a que o troço do Pocinho a Vila Franca das Naves fosse construído em via larga devido à sua proximidade em relação à fronteira; porém, continuava a ser necessária uma segunda ligação de via larga sobre o Rio Douro, pelo que sugeriram uma linha de via larga da Régua a Gouveia, via Lamego, Viseu, e Mangualde. Este eixo foi alvo de discussão numa reunião realizada em Viseu, em 16 de Novembro de 1928, tendo-se chegado a acordo que deviam ser construídas duas novas linhas a partir de Viseu, uma até Foz Tua e outra até Lousã, passando por Mangualde, Gouveia, Seia e Arganil. Em 22 de Dezembro desse ano, uma comissão foi a Lisboa para pedir estas duas linhas ao governo, tendo-lhes sido garantido que o troço de Viseu a Gouveia já tinha sido requerido à Companhia da Beira Alta, e que tudo estava preparado para o início da construção da Linha. No Plano de 1930, o projecto da Linha de Lamego surgiu com o percurso da Régua a Pinhel, enquanto que a Linha de Gouveia ligaria Viseu a Espariz (onde se uniria à Linha de Arganil) via Mangualde, sendo todas de via estreita.
Outro projecto incluído no Plano Geral da Rede Ferroviária, publicado pelo Decreto n.º 18:190, de 28 de Março de 1930, foi a Linha de Penacova, igualmente em via estreita, que se alongaria da Portela de Coimbra a Santa Comba Dão.
O projecto de Viseu a Gouveia seria posteriormente suspenso pelo governo de Oliveira Salazar, através do Decreto n.º 22.379, de 28 de Março de 1933.

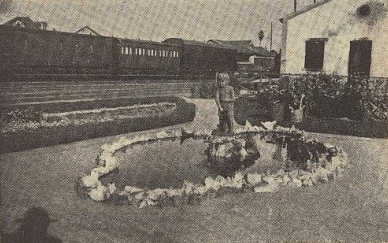
Jardim de Pampilhosa, quando participou no concurso das Estações Floridas de 1940.

#### Décadas de 1940 e 1950
Em 11 de Fevereiro de 1942, o trânsito dos comboios foi reduzido a nível nacional, por falta de combustível, devido à Segunda Guerra Mundial. Em 17 de Julho de 1945, foi assinado um contrato entre a CP — Companhia dos Caminhos de Ferro Portugueses e a Companhia da Beira Alta, de forma a regular as trocas de utensílios e material circulante, em regime de transmissão.
Em 8 de Maio de 1946, a CP autorizou a cedência 500 t de carvão para a Companhia da Beira Alta. Em 28 de Dezembro de 1946, foi executada a escritura para a transferência da concessão da Companhia da Beira Alta para a CP, na sequência de um contrato de trespasse assinado em 2 de Maio de 1930. A CP começou a gerir a Linha em 1 de Janeiro de 1947.
Em 27 de Março de 1948, foi inaugurada uma nova ponte sobre o Rio Côa, entre Noémi e Freineda. A nova ponte, em alvenaria, substituiu uma outra de estrutura metálica, tendo esta obra sido inserida num programa da Companhia dos Caminhos de Ferro Portugueses para a renovação de pontes.
Em 2 de Julho de 1953, é concedida, à firma alemã Fried Krupp Stahlban Rheinhausen, a empreitada da renovação das pontes metálicas nesta Linha, pelo valor de 45 000 contos. Em 20 de Agosto desse ano, o Conselho de Ministros autorizou que fosse entregue, como comparticipação do Departamento da Defesa Nacional, o valor de 15 000 contos à Companhia dos Caminhos de Ferro Portugueses, para proceder à substituição das seis pontes na Linha da Beira Alta. Esta intervenção foi executada entre 1956 e 1959, em conjunto com o Serviço de Via e Obras Metálicas da CP. O Serviço fez as terraplagens para os estaleiros de serviço a cada ponte, instalou os ramais privativos, a sinalização, e os encravamentos de via, e executou as bases e fundações, o reforço de pilares, e geriu a suspensão do tráfego, enquanto que a Krupp montou as novas estruturas metálicas, e fez a sua ripagem. Em 23 de Outubro de 1958, a Companhia recebeu fundos no âmbito do I Plano de Fomento, para financiar este projecto. Após a renovação das pontes, pôde entrar ao serviço novo material, como as locomotivas da Série 1500 da CP.

#### Década de 1960
Em Agosto de 1968, a Companhia estava a preparar um contrato com um consórcio formado pelas empresas nacionais SOMAFEL e Somapre, e pelas casas francesas A. Borie e A. Dehé, para a remodelação de várias vias férreas, incluindo a renovação parcial do troço entre Mortágua e Guarda.
Em 24 de Abril de 1969, a Companhia dos Caminhos de Ferro Portugueses autorizou a criação de uma tarifa especial à empresa Opel entre Vilar Formoso e Santa Apolónia, para atrair o transporte de automóveis desmontados, que normalmente era feito por navios.

#### Décadas de 1980 e 1990
No final de Agosto de 1980, na sequência de um acidente mortal numa passagem de nível local, populares de Mesquitela (junto à Estação de Mangualde) levantaram 34 m de carril exigindo mais segurança; este protesto causou o atraso de várias composições, incluindo comboios especiais transportando cerca de 6 000 emigrantes de regresso após as férias.

##### Acidente de Moimenta-Alcafache
Em 11 de Setembro de 1985, ocorreu o pior acidente ferroviário em Portugal, quando duas composições colidiram junto ao Apeadeiro de Alcafache, resultando em cerca de 150 mortos.

##### Modernização

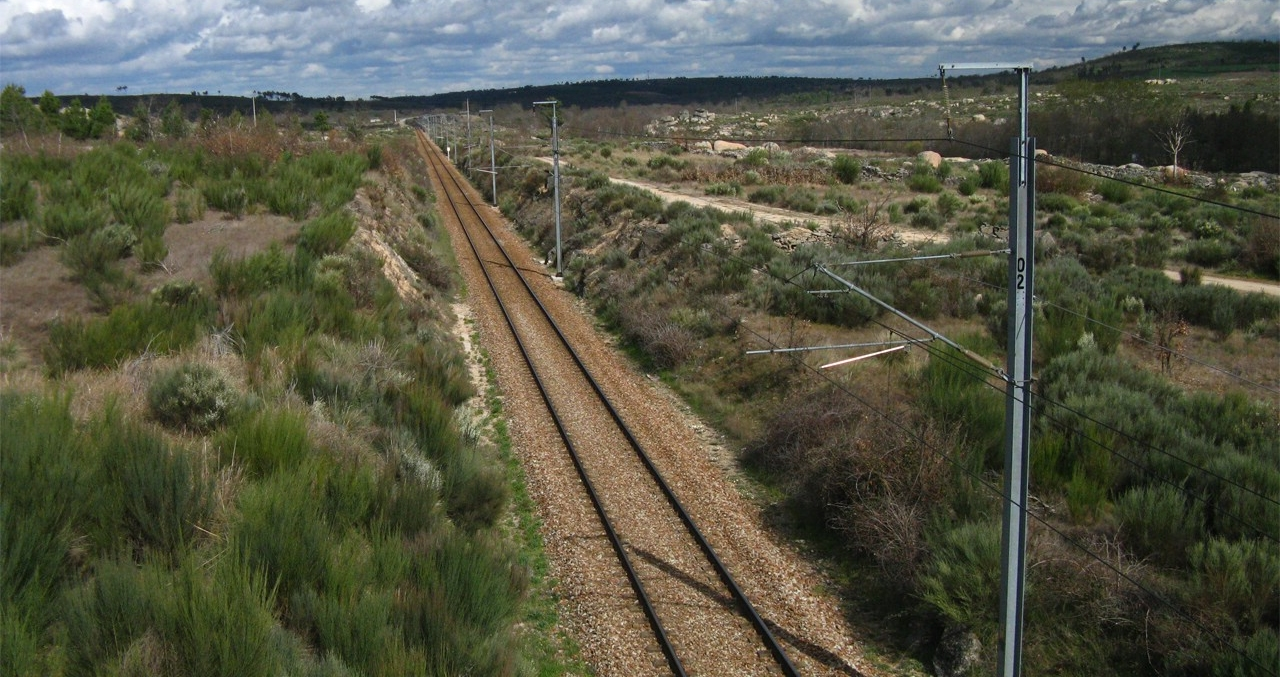
Troço electrificado ao PK 222, junto ao Apeadeiro de Rochoso.

Em 1986, começaram a ser enviados para Portugal os fundos comunitários, que possibilitaram o desenvolvimento do transporte ferroviário nacional. Devido à importância da Linha da Beira Alta como um dos principais eixos ferroviários no país, concentrando grande parte do tráfego internacional de mercadorias e passageiros, como o serviço Sud Express, a empresa Caminhos de Ferro Portugueses decidiu proceder à sua modernização, tendo em Maio de 1988 sido criado um gabinete específico para conduzir este empreendimento. Este órgão coordenou a elaboração de vários estudos, relativos aos projectos para o aprovisionamento dos materiais de aquisição demorada, os terrenos a ocupar, o processo de contratação dos empreiteiros, a realização dos trabalhos, os concursos para as várias obras, e a preparação dos canais de obtenção dos fundos necessários. Estes projectos foram realizados por mais de 20 gabinetes, sediados em Portugal, França, Reino Unido, Alemanha e Rússia. Em seguida, foi elaborado um Estudo Exploratório, onde se determinaram as intervenções a realizar, nomeadamente a electrificação, a sinalização e recuperação das infraestruturas, as variantes a construir para rectificar o traçado, a duplicação de alguns troços, e a renovação da via férrea. Também se analisaram as lacunas presentes nas instalações fixas, e as perturbações que estas causavam no tráfego. Os objectivos do programa de modernização eram melhorar as condições de segurança e fiabilidade da linha, aumentar a capacidade de transporte e a produtividade, reduzir os custos de percurso, reabilitar as infra-estrutura, diminuir os tempos de percurso (procurou-se abater 2 horas do tempo de viagem entre Lisboa e Vilar Formoso), e ampliar a velocidade máxima para 160 km/h, e a comercial para 90 km/h.
Esta foi a maior intervenção numa linha ferroviária nacional realizada até então, tendo sido a primeira vez que a empresa Caminhos de Ferro Portugueses tinha iniciado um projecto integrado, onde ao mesmo tempo se realizaram as obras de construção de novas vias e variantes, duplicação, electrificação e renovação da via, reabilitação das gares, construção de passagens desniveladas, automatização ou eliminação de passagens de nível, intervenções em pontes, viadutos e túneis, e instalação de nova sinalização e de um sistema de controlo automático de velocidade.
Após a aprovação da declaração de utilidade pública, os projectos de expropriações dos terrenos necessários às obras foram conduzidos pelos Caminhos de Ferro Portugueses e uma sua afiliada, que favoreceram o uso da negociação amigável das parcelas, tendo recorrido, quando fosse necessário, à sua tomada de posse administrativa. Quanto à coordenação e fiscalização deste projecto, estas funções foram inicialmente asseguradas pelos Caminhos de Ferro Portugueses, tendo sido entregues em meados de 1933, quando a obra atingiu um maior desenvolvimento, a um consórcio internacional constituído por 4 empresas. Este empreendimento foi entregue, por meio de concursos, a cerca de 30 empreiteiros nacionais e estrangeiros, tendo sido realizados concursos de pré-qualificação nalguns casos. Trabalharam diariamente cerca de 1 000 pessoas, de 20 nacionalidades. Um dos principais problemas que surgiu durante a realização das obras foi a impossibilidade de interromper o tráfego dos comboios durante extensos períodos, pelo que o tempo diário disponível para as obras mais complexas foi cerca de 6 horas, normalmente nocturnas, o que provocou um aumento dos prazos de execução, restringiu a escolha de soluções de projecto, e tornou mais dispendiosas as obras.
Este projecto custou cerca de 40 milhões de contos, tendo sido financiado por empréstimos do Banco Europeu de Investimento, os fundos comunitários Fundo Europeu de Desenvolvimento Regional (FEDER) e DG VII — Direcção Geral de Infra-estruturas de Transportes da Comunidade Europeia, e pelo Orçamento Geral do Estado, através do Programa de Investimentos e Despesas de Desenvolvimento da Administração Central (PIDDAC).
A linha foi renovada e electrificada até à fronteira, tendo sido rectificados e duplicados vários troços, substituídas várias obras de arte, instalada nova sinalização e outros equipamentos de segurança, e executadas várias intervenções nas estações. Foi totalmente duplicado o primeiro troço da Linha, de Pampilhosa ao Luso, e criados os desvios de Muxagata e Noémi, que permitiram um considerável aumento da capacidade da Linha, e uma melhor gestão dos cruzamentos de comboios. A via foi renovada integralmente nos troços de Mortágua a Carregal, e do Baraçal a Guarda, tendo as estações nestes troços sido profundamente modernizadas. Tanto no interior como no exterior das estações, o novo material de via era composto por travessas monobloco em betão, carris de 60 kg/m, fixações Vossloh, balastro granítico, e aparelhos Cogifer. Também foram construídas duas variantes, junto a Nelas e Cerdeira, que melhoraram a qualidade da via, aumentando o conforto e a segurança, e permitiram que os comboios tradicionais alcançassem patamares de velocidade na ordem dos 160 km/h. Para a duplicação e a construção dos desvios e das variantes, foram necessárias novas obras de arte, destacando-se as Pontes de Canedo e Muxagata, e os Viadutos de Sobral da Serra. Este projecto também incluiu a renovação das gares ferroviárias, de forma a melhorar a sua exploração, e dar mais segurança e comodidade aos utentes. Assim, as vias no interior das estações foram renovadas e prolongadas, para permitir o cruzamento de composições mais compridas, e foram criados novos cais de passageiros, tendo sido instaladas novas plataformas e ampliadas as existentes, e construídas algumas passagens desniveladas. Foram remodelados os edifícios principais de Carregal do Sal, Canas-Felgueira, Fornos de Algodres, Celorico da Beira, Vila Franca das Naves e Cerdeira, e renovadas as linhas e plataformas em Mortágua, Santa Comba Dão, Carregal do Sal, Oliveirinha, Canas-Felgueira, Nelas, Mangualde, Gouveia, Fornos de Algodres, Celorico da Beira, Vila Franca das Naves, Pinhel, Guarda, Cerdeira e Vilar Formoso. Também foram criados novos terminais para o transporte de mercadorias em Mortágua, Santa Comba Dão, Mangualde, Vila Franca das Naves, e Guarda. Em relação aos túneis, as intervenções foram no sentido de permitir a sua electrificação e obter um gabarito do tipo CPB+, que permitia o transporte de grandes contentores; assim, foi rebaixada e renovada a via, impermeabilizada a abóbada, e instalada uma nova drenagem da plataforma. Quanto às passagens de nível, foram feitos vários estudos no sentido de encontrar soluções alternativas, tendo sido eliminadas mais de 100 passagens de nível, das cerca de 350 que existiam inicialmente.
Em 1990, foi realizado o concurso para os sistemas de sinalização automática e os equipamentos complementares de apoio à exploração, no interior das estações e na plena via, incluindo passagens de nível, entre Pampilhosa (exclusive) e Vilar Formoso, totalizando cerca de 200 km de via férrea e 20 estações. Estava prevista igualmente a instalação de um posto central de telecomando do tipo CTC, na estação de Pampilhosa, que seria munido de meios auxiliares de exploração. O sistema electrónico utilizado devia ser o ESTW L 90.
Em 8 de Janeiro de 1991, dois comboios de mercadorias colidiram entre São Comba Dão e Mortágua, fazendo dois feridos ligeiros. Um dos comboios ficou sem travões e passou descontrolado pela estação de Santa Comba Dão, tendo o chefe da estação avisado a gare de Mortágua de forma a evitar o choque, mas o outro comboio já tinha partido. Em 14 de Julho desse ano, a circulação foi interrompida devido à ocorrência de um incêndio em Santa Comba Dão.
Em Setembro de 1993, já se encontravam a circular as carruagens Sorefame remodeladas entre Lisboa e a Guarda. Em 1994, circulavam, entre Lisboa e Guarda, serviços Regionais na modalidade Auto-Expresso, que permitiam o transporte de automóveis; este serviço deixou de circular nesta Linha em 1 de Março de 2006, devido à introdução das automotoras da Série 2240.
Em 1996, entraram ao serviço os sistemas de sinalização automática e de telecomunicações, implementados entre as estações de Pampilhosa e Vilar Formoso. No ano seguinte, iniciou-se a exploração com recurso à tracção eléctrica no troço entre a Guarda e Vilar Formoso. Entre o material eléctrico a ser introduzido após as obras, destacam-se as locomotivas da Série 5600.
| Entre as Estações      | Extensão  | Entrada ao serviço |
| ---------------------- | --------- | ------------------ |
| Pampilhosa – Mangualde | 78,083 km | Maio de 1996       |
| Mangualde – Guarda     | 77,798 km | Fevereiro de 1997  |
| Guarda – Vilar Formoso | 45,587 km | 8 de Julho de 1997 |

#### Transição para a REFER
De acordo com a Directiva Comunitária 440/91, em 1997 iniciou-se um processo de reestruturação do transporte ferroviário em Portugal, tendo sido criada, em 29 de Abril desse ano, a Rede Ferroviária Nacional, organismo que passou a assegurar a gestão das infraestruturas ferroviárias.

### Século XXI
Em Novembro de 2002, um desabamento de terras e pedras perto de Muxagata provocou o descarrilamento de um comboio Intercidades no percurso da Guarda a Lisboa. Os passageiros apenas ficaram ligeiramente feridos, mas a locomotiva e uma das cinco carruagens ficaram muito danificadas. Também foram danificados vários postes de comunicação, e o trânsito ferroviário foi suspenso em ambos os sentidos, pelo que os passageiros envolvidos no acidente foram transportados de autocarro até Fornos de Algodres, onde apanharam outro comboio.
Em Novembro de 2006, uma composição Intercidades abalroou um veículo automóvel na passagem de nível de Oliveirinha; este acidente provocou danos na locomotiva, mas não houve vítimas a registar, tendo o único ocupante da viatura abandonado o veículo quando se apercebeu da chegada do comboio.
A circulação ferroviária nesta Linha foi interrompida em Agosto de 2009, entre as localidades de Contenças e Gouveia, por causa de um incêndio florestal, e em Fevereiro de 2010, devido à passagem do Ciclone Xynthia. Em Agosto do mesmo ano, o tráfego foi novamente suspenso, devido ao deflagrar de um incêndio em Mangualde.
Em Agosto de 2012, a linha passou a acolher o comboio internacional de passageiros "Lusitânia Trenhotel" (Lisboa-Madrid), em virtude do encerramento do Ramal de Cáceres (Torre das Vargens a Marvão-Beirã/Valência de Alcântara), por onde circulava anteriormente este comboio.
Em Junho de 2018 foi concluída a renovação integral da via no troço compreendido entre os PK 58,3 (Bifurcação do Luso) e 65,1 (zona de Trezói), orçada em 5,9 milhões de euros. A 9 de Julho foi lançado o concurso para a renovação integral da via entre a Guarda e Cerdeira. A 5 de Agosto de 2018, foi suprimida a paragem dos comboios regionais nos apeadeiros de Trezói, Abrunhosa, Maçal do Chão, Sobral, Vila Garcia e Castelo Mendo, que ficaram sem serviços ferroviários. Esta situação motivou uma petição contestando o fim dos serviços ferroviários neste último, localizado no concelho de Almeida.
Em 19 de Abril de 2022, a circulação na Linha de Beira Alta entre Pampilhosa-Guarda-Vilar Formoso foi suspensa para obras de modernização que tem uma duração prevista de 9 meses. Durante o período de obras, serviço rodoviário de substituição são fornecidos no percurso Coimbra-Guarda-Vilar Formoso e o comboios de mercadorias são desviado para a Linha da Beira Baixa via a Concordância das Beiras. Apesar da linha estar suspensa Guarda ainda tem acesso ao serviços de Intercidades e Regionais via Linha da Beira Baixa. Parte da Ferrovia 2020, a modernização da Linha da Beira Alta tem o objetivo de reduzir o tempo de viagem entre 25 a 30 minutos, permitir a circulação de comboios de mercadorias de 750 m e a instalação de sistema de sinalização europeu ERTMS.
A conclusão das obras ferroviárias na Linha da Beira Alta está prevista para o final de junho de 2025. No entanto, a fase de certificação vai demorar alguns meses.

## Leitura recomendada
- BISCAIA, Álvaro Cação (2010). Linha da Beira Alta. Figueira da Foz: CB - Associação de Ideias Publicações